# Filarmonica di Torino
L'Orchestra Filarmonica di Torino (OFT) è nata nell'aprile 1992 e da allora realizza a Torino una propria stagione concertistica, concepita in modo che ogni concerto sia un evento speciale sviluppato attorno ad uno specifico tema. L’attività dell’Orchestra Filarmonica di Torino ha visto la realizzazione di numerose collaborazioni con prestigiosi direttori e solisti, che sempre riconoscono in OFT un ambiente musicale ricco di spunti e di energia propositiva.
Dal 2016, Direttore Musicale dell’Orchestra Filarmonica di Torino è Giampaolo Pretto, a cui vengono affidate le sfide musicali più impegnative. Negli ultimi anni, l’Orchestra Filarmonica di Torino ha inoltre collaborato con direttori quali Alessandro Cadario, Federico Maria Sardelli, Zahia Ziouani, Tito Ceccherini, Alexander Mayer, Daniele Rustioni, Filippo Maria Bressan, Benjamin Bayl, Nathan Brock, Marco Angius e con solisti di fama internazionale tra i quali Nikolaj Znaider, Marco Rizzi, Massimo Quarta, Simonide Braconi, Enrico Dindo, Maurizio Baglini, David Greilsammer, Francesca Dego, Benedetto Lupo, Mario Brunello, Mischa Maisky. L’Orchestra Filarmonica di Torino ha inoltre contribuito a far scoprire in Italia talenti già noti all’estero quali Gilad Harel, Suyoen Kim, Alexander Chaushian, Martina Filjak, Philippe Graffin, Vincent Beer-Demander, Ronald Brautigam e a valorizzare, in qualità di solisti, musicisti come Emanuele Arciuli, Andrea Rebaudengo, Giuseppe Albanese, Francesca Leonardi, Ivano Battiston, Ula Ulijona Zebriunaite.
Ha sede a Torino in via XX Settembre 58 e attualmente realizza i propri concerti al Conservatorio "Giuseppe Verdi" di Torino, al Teatro Vittoria e presso il salone multifunzionale di +SpazioQuattro. Dal 2016, la direzione artistica - dopo il decennio a firma di Nicola Campogrande - è ricoperta da un team artistico composto da Michele Mo (Presidente e Direttore Artistico), Giampaolo Pretto (Direttore Musicale) e Gabriele Montanaro (Segretario Generale). Primo violino e maestro concertatore de Gli Archi dell'Orchestra Filarmonica di Torino è il violinista torinese Sergio Lamberto. 
Le incisioni dell’Orchestra Filarmonica di Torino sono edite dai marchi Naxos, Claves, Victor, RS e Stradivarius. È del 2014 il CD Naxos con l’incisione de Le Portait musical de la Nature di Knecht diretta da Christian Benda e del 2016 un CD per Decca con musiche di Azio Corghi, eseguite durante uno speciale concerto a Pordenone in memoria di Pier Paolo Pasolini.